# (592) Bathseba
(592) Bathseba – planetoida z grupy pasa głównego asteroid okrążająca Słońce w ciągu 5 lat i 98 dni w średniej odległości 3,03 j.a. Została odkryta 18 marca 1906 roku w Landessternwarte Heidelberg-Königstuhl w Heidelbergu przez Maxa Wolfa. Nazwa planetoidy pochodzi od Batszeby, postaci biblijnej, jednej z żon króla Dawida. Przed nadaniem nazwy planetoida nosiła oznaczenie tymczasowe (592) 1906 TS.